# Émile Coornaert
Émile Coornaert (Hondschote, 31 augustus 1886 - Parijs, 25 februari 1980) was een Frans-Vlaams historicus en hoogleraar.

## Levensloop
Léon Joseph Émile Coornaert was het dertiende en jongste kind in het gezin van landbouwarbeiders. Na de dood van zijn vader kon hij leerling worden in het kleinseminarie in Hazebroek, van 1898 tot 1903. Na het baccalaureaat te hebben behaald, combineerde hij werken en studeren. Hij trad toe tot de beweging Le Sillon van Marc Sangnier.
In 1906 behaalde hij het licentiaat in de letteren en begon activiteiten als journalist. Hij studeerde verder aan het Institut catholique de Lille en vervolgens aan de Faculteit Letteren van de Sorbonne, waar hij een universitair diploma behaalde in middeleeuwse geschiedenis. Nadat hij aanvankelijk vrijstelling van legerdienst had verkregen, werd hij in 1915 vrijwilliger en streed mee tot aan het einde van de Eerste Wereldoorlog. Hij was vooral actief in de afluisterdiensten, waarbij zijn kennis van het Duits zeer nuttig was.

### Historicus van de arbeid
In 1919 werd hij gedemobiliseerd en in 1920 behaalde hij het aggregaat in geschiedenis. In 1921 trouwde hij met Alice Robert en ze kregen drie kinderen. Hij werd leraar, achtereenvolgens in Alençon, Nancy en het Lycée Condorcet in Parijs. In 1930 gepromoveerd tot doctor in de letteren werd hij directeur voor de economische geschiedenis aan de École pratique des hautes études. Vanaf 1932 werkte hij mee aan de Revue des Annales. 
In 1934-1935 bekleedde hij de leerstoel geschiedenis aan de Universiteit van São Paulo in Brazilië.
Vanaf 1936 bekleedde hij de leerstoel arbeidsgeschiedenis aan het Collège de France. 

### In het Verzet
In 1941 werd Coornaert lid van de verzetsgroep opgericht door Henri de Montfort, directeur in het Institut de France, samen met onder meer de diplomaat en schrijver Paul Petit, en de universitairen Marietta Martin en Suzanne Feingold. Ze gaven een krant uit onder de titel La France continue, die vooral een literaire inhoud had, maar hetgeen niet belette dat stevige kritiek werd uitgeoefend op het regime van maarschalk Philippe Pétain. Samen met de krant  L'Université libre en Témoignage chrétien behoorde het tot de zeldzame publicaties die de jacht op de Joden veroordeelde.
De meeste leden van deze verzetsgroep waren katholiek. Begin 1942 werd een groot deel van de leden gearresteerd en de overbleven leden sloten zich aan bij de Mouvement Résistance van schrijver Jacques Destrées. Émile Coornaert werkte mee aan de inlichtingendiensten van de opeenvolgende netwerken. Na de oorlog werd La France continue een dagblad onder de naam Ici Paris.

### Vakbondsmilitant
Voor de Tweede Wereldoorlog werkte Coornaert mee aan de opleidingsscholen voor arbeiders, ingericht door de Franse christelijke vakbond CFTC. 
Na de oorlog bleef hij aanleunen bij de christendemocratie en werkte mee aan het heroprichten van de vakbond voor het openbaar onderwijs, die deel uitmaakte van de CFTC, en hij werd er voorzitter van. 
Zijn doel bestond er in de revolutie door te voeren, zonder haat of geweld en een sociale ommekeer te realiseren als voortzetting van het werk van het Verzet, geïnspireerd door een spiritualistische wereldvisie. Hij had nochtans meningsverschillen over de te volgen politiek en nam na enige tijd ontslag, zonder de vakbond de rug toe te keren.

### Institut de France
Wanneer de tijd van de eerbetuigingen er aankwam, werd Coornaert in 1958 lid van het Institut de France, met name in de Académie des inscriptions et belles-lettres. Hij werd er lid van de Commissie voor de studie van de Franse Revolutie.
Tegelijk bleef hij trouw aan zijn geboortestreek en was actief lid van het Comité flamand de France. 
Een collega en concurrent van hem maakte er zijn beklag over dat Coornaert Frans sprak met een zware 'Belgische' tongval. Hij sprak ook nog vlot het Frans-Vlaamse "Vlemsch" van zijn jeugdjaren. 
Coornaert overleed in 1980 en werd in Allarmont begraven. Zijn echtgenote overleed in 1991 en is 94 geworden.

## Publicaties
- L'Industrie de la laine à Bergues-Saint-Winoc, Parijs, Presses universitaires de France, 1930.
- Un centre industriel d'autrefois : la draperie-sayetterie d'Hondschoote, 1930.
- La draperie-sayetterie d'Hondschoote, 1931.
- (samen met Jean Sauzeau) Travail et civilisation à travers les âges, Parijs, éditions Bourrelier, 1938.
- Corporations en France avant 1789, Parijs, Gallimard, 1941.
- (samen met Jean Sauzeau) Les Hommes au travail - de la pierre taillée au triomphe des machines, Parijs, éditions Bourrelier, Paris, 1949.
- Les Français et le commerce international à Anvers. Fin du XVième - XVIième siècles, Parijs, Marcel Rivière et Cie, 1961.
- Les Compagnonnages en France du Moyen Âge à nos jours, 1966.
- La Flandre française de langue flamande, Éditions ouvrières, Ivry-sur-Seine, 1969.
- Destins de Clio en France depuis 1800, Éditions ouvrières, Ivry-sur-Seine, 1977.

Verschillende van deze werken werden als baanbrekend erkend en werden met voorname prijzen bekroond.